# 牧屋善三
牧屋 善三（まきや ぜんぞう、1907年5月17日 - 1977年5月11日）は、日本の作家。本名・岡田五郎。作家岡田三郎の弟。第2代小樽区長山田吉兵衛は伯父。

## 来歴
北海道松前町生まれ。明治学院高等部在学中、三・一五事件で退学。大宅壮一の下で『千一夜物語』を翻訳、浅草の軽演劇団で脚本を執筆。1940年丹羽文雄の推薦で『文学者』に小説を発表、41年青年芸術派同人となる。

## 著書
- 『限りなき出発』三和書房 1940
- 『秋の夫婦』昭森社 1941
- 『世間知らず 清原佐知子の日記』通文閣 青年芸術派叢書　1941
- 『明日ひらく花』明石書房 1942
- 『たそがれの愛』昭森社 1942
- 『歴史の夜』室戸書房 1942
- 『新生』今日の問題社 新鋭文学選集　1943
- ひとつの鏡 1948.11
- 『アルフレッド・ノーベル ノーベル賞の父』電子社 少年少女のための世界偉人伝文庫 1950
- 『香水と拳銃』南旺社 1958
- 『女はよく嘘をつく』明文社 1960

### 共著
- 『水の化学』飯島俊一郎共著 電子社 僕らの科学集書　1947
- 『水の話』飯島俊一郎共著 電子社 僕らの科学研究室　1949

### 翻訳
- R.オールディントン『女は働かねばならぬ』岡本隆共訳 岡倉書房 1939
- リチアード・オールデイントン『青春の日曜日』岡本隆共訳 岡倉書房 1940

## 参考
- 日本近代文学大辞典